# Die drei Tänze der Mary Wilford
Die drei Tänze der Mary Wilford er en tysk stumfilm fra 1920 af Robert Wiene.

## Medvirkende
- Friedrich Feher
- Erika Glässner
- Ludwig Hartau
- Reinhold Köstlin
- Hermann Vallentin